# Вельтман, Елена Ивановна
Елена Ивановна Вельтман (урождённая Кубе; 6 [18] февраля 1816 — 1 [13] марта 1868) — русская писательница, автор ряда учебных пособий; супруга Α. Ф. Вельтмана.

## Биография
Елена Кубе родилась 6 (18) февраля 1816 года.
Сотрудничала в «Москвитянине», публикуясь под девичьей фамилией или анонимно, поместив несколько повестей, среди которых была «Лидия», которая побудила поэта Аполлона Александровича Григорьева написать стихотворение на тему данного повествования. 

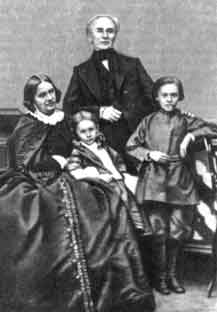
Вельтманы с детьми

24 февраля 1850 года вышла замуж за российского картографа, лингвиста, археолога, поэта, писателя и вдовца Александра Фомича Вельтмана, в этом браке у них родилось двое детей: сын и дочь.
Елена Ивановна Вельтман умерла 1[13] марта 1868 года (согласно «ЭСБЕ»: «Умерла 4 марта 1868  г.»).
В отдельном издании из ее произведений были опубликованы: «Лидия, рассказ из жизни музыкального учителя» (М., 1848); «Виктор» (М., 1853); «Приключения королевича Густава Ириковича, жениха царевны Ксении Годуновой» (исторический роман, СПб., 1867). В последнем произведении видно тщательное изучение эпохи. 
Кроме того, Вельтман занималась педагогикой и написала работы «О воспитании женщины в общественных училищах» (М., 1849); «Азбука и чтение для первого возраста» (М., 1862); «Святыни и достопамятности московского Кремля» (М., 1873).